# Prabolgari
Prabolgari ali krajše Bolgari so bili pripadniki turških polnomadskih bojevniških plemen, ki so od 5. do 7. stoletja naseljevala pontsko-kaspijsko stepo v porečju Volge. V zgodnjem srednjem veku so postali znani kot volško-uralski nomadski konjeniki. Nekateri raziskovalci so prepričani, da je bila njihova pradomovina Srednja Azija.
Med selitvijo proti zahodu čez Evrazijsko stepo so bolgarska plemena v procesu etnogeneze absorbirala druge plemenske skupine in kulturne vplive, vključno z iranskimi, ugrofinskimi in hunskimi. Bolgari so govorili izumrli turški jezik iz ogurske veje turških jezikov. Med selitvijo so ohranili vojaške nazive, organizacijo in običaje evrazijskih step, poganski šamanizem in vero v nebesno božanstvo Tengri (Modro nebo).
V  7. stoletju so se v Pontsko-kaspijski stepi delno ustalili in okoli leta 630–635 ustanovili svojo prvo državo, Staro Veliko Bolgarijo, ki so jo leta 668 uničili Hazari. Leta 679 je bolgarski kan Asparuh osvojil Malo Skitijo, odprl dostop do Mezije in ustanovil Podonavsko Bolgarijo – Prvo bolgarsko cesarstvo, v katerem so Bolgari postali politična in vojaška elita. Kasneje so se pomešali stalno naseljenim lokalnim bizantinskim prebivalstvom  in prvimi tamkajšnjimi slovanskimi plemeni. Sčasoma so se povsem poslovanili in postali predniki sodobnih Bolgarov.
Preostali Pontski Bolgari so se v 7. stoletju preselili v porečje Volge in ustanovili Volško Bolgarijo. Svojo identiteto so ohranili vse do 13. stoletja. Sodobni Volški Tatari, Baškirji in Čuvaši trdijo, da izvirajo iz Volških Bolgarov.

## Etnonim
Prabolgare so zgodnjesrednjeveški bizantinski, latinski in armenski kronisti imenovali z različnimi imeni, kot so: Bolgari, Kutriguri, Utiguri, Skiti, Mezi, Huni itd., da bi jih razlikovali od zgodnjesrednjeveškega ljudstva, iz katerega so se kasneje razvili sodobni Bolgari. 
Obstaja veliko različnih hipotez o izvoru imena Bolgari. Ena od razlag ime povezuje s turškim korenom bulga - mešati, pomešati, kar bi pomenilo mešano ljudstvo.  Na isti osnovi je nastala tudi domneva, da Bolgar pomeni upornik, izgrednik. Po drugi razlagi naj bi ime Bolgar izhajalo iz besede bulga, imena podvrste veverice, pogoste v Srednji Aziji in Sibiriji, ki je bila morda totemska žival Prabolgarov.
Zagovorniki hipoteze o iranskem izvoru Prabolgarov povezujejo ime z besedami iz osetinščine - bulgeron, oseba, ki živi na obrobju, ali paštunščine - bolgar, oseba, ki živi onkraj gore. Druge hipoteze, ki so danes na splošno zavrnjene, izpeljujejo ime iz mitskega prednika, imena rek Volge in Buga in drugih.
V resnici ime Bolgari izvira iz imena reke Volga in dobesedno pomeni ljudstvo iz porečja reke Volge, torej Volgari. Z betacizmom je prišlo do premene v obliko Bolgari. Razvoj imena Bolgari: Volga > Volga- + -ri > Volgari > Bolgari.

## Zgodovina

### Turška preseljevanja
Izvor Bolgarov je še vedno nejasen. Njihova domovina naj bi bila Kazahstan in severnokavkaške stepe. Tam je morda prišlo do sovražnosti s hunskimi plemeni, ki so povzročile selitev. Bolj verjetna pradomovina Prabolgarov je Pontsko-kaspijska stepa.  Nekateri razislovalci menijo, da so bili Prabolgari morda stranska veja ali odcepljena skupina Hunov ali celo Huni, ki so jih po Dengizihovi smrti absorbirali Onogurski Bolgari. Hyun Jin Kim trdi, da so Huni pod Ernahom in postali Kutriguri in Utiguri Huno-Bolgari. Ernahu je uspelo vsiliti svojo oblast tudi Prabolgarom Onogurom, ki so prišli pod hunsko nadoblast že leta 463 med vladanjem Ernahovega brata Dengiziha. Te domneve ostajajo predmet nenehnih znanstveniki razprav in polemik. 
Prva jasna omemba in dokaz o Prabolgarih je iz leta 480, ko so se kot zavezniki bizantinskega cesarja Zenona (vladal 474–491) vojskovali proti Ostrogotom. Časovno neskladne omembe Prabolgarov je mogoče najti tudi v geografskem delu Ašharacujc armenskega avtorja Ananija Širakacija iz 7. stoletja. V knjigi so plemena Kup'i Bulgar, Duč'i Bulkar, Olksontor Błkar in priseljeno pleme Č'dar Bulkar omenjena kot plemena iz Severnokavkaške-Kubanske stepe.  V Kronografu ali Koledarju za leto 354 je nejasna omemba Ziezija ex quo Vulgares, pri čemer naj bi bil Ziezi potomec svetopisemskega Sema.
Po mnenju D. Dimitrova Zgodovina Armenije  Movzesa Horenacija iz 5. stoletja govori o dveh preselitvah Bolgarov s Kavkaza v Armenijo. Prva selitev se omenja v povezavi s pohodom armenskega vladarja Valaršaka (verjetno Varazdata) v dežele, "ki so jih v davni preteklosti imenovali Basen ... in so jih pozneje naselili priseljenci vh'ndur Bulgar Vund, po katerih so bile dežele preimenovane v Vanand". 
Druga selitev se je zgodila v času iranskega vladarja Aršaka III., ko so se "v območju velike gore Kavkaz zgodili veliki nemiri v deželi Bolgarov, od katerih so se mnogi preselili in prišli v naše dežele ter se naselili južno od Koha". Obe selitvi sta datirani v drugo polovico 4. stoletja našega štetja. Selitev naj bi povzročilo širjenje Hunov v vzhodnoevropske stepe. Dimitrov je zapisal, da sta reki Bolha in Vorotan, pritoka reke Aras, znani tudi kot Bolgaru-čaj in Vanand-čaj, kar bi lahko potrdilo bolgarsko naselitev v Armeniji.
Okoli leta 463 so Akacire in druga plemena, ki so bila del hunske zveze, napadli Šaraguri, eno od prvih ogurskih turških plemen, ki so prišla v Ponto-kaspijske stepe kot posledica selitev v notranjo Azijo. Prisk omenja, da so leta 463 predstavniki Šaragurov, Ogurov in Onogurov prišli k cesarju v Carigrad  in mu pojasnili, da so jih iz njihove domovine pregnali Sabiri, ki so jih napadli Avari. Zdi se, da so Kutriguri in Uniguri prišli v pontske stepe prvih valovih ogurskih selitev.  Bolgari v Priskovem poročilu niso omenjeni.
Poročilo Pavla Diakona v njegovi Zgodovini Langobardov (8. stoletje) pravi, da so Vulgares v začetku 5. stoletja na severozahodnem pobočju Karpatov ubili langobardskega kralja Agelmunda. Strokovnjaki to dejanje pripisujejo Hunom, Avarom ali skupinam Bolgarov, ki so s Huni prišli v srednjo Evropo. Langobardi pod vodstvom njihovega novega kralja Laimiha so Bolgare premagali in jih poklali in pridobili velik plen in samozaupanje, ker so "v boju postali pogumnejši". Poraženi Bolgari so postali podložniki Langobardov in so se kasneje skupaj z langobardskim kraljem Alboinom preselili v Italijo.
Ko je vojska ostrogotskega poglavarja Teoderika Strabona narasla na 30.000 mož, je bizantinski cesar Zenonu v njej videl grožnjo in nekako uspel prepričati Bolgare, da so napadli tračanske Gote. On sam je nato leta  480/481 porazil Bolgare. Leta 486 in 488 so se Bolgari znova bojevali proti Gotom, po Magnusu Feliksu Enodiju najprej kot zavezniki Bizanca, in po Pavlu Diakonu kasneje kot zavezniki Gepidov. Ko je Teoderik Veliki z Ostrogoti leta 489 odšel v Italijo, sta postala Ilirik in Trakija odprta za napade Bolgarov.
Po Marcelinu Komesu so Bolgari leta 493 premagali in ubili magistra militum Juliana.  Leta 499 so prečkali Donavo in vstopili v Trakijo, kjer so na bregovih reke Curta, ki velja za pritok Marice, premagali 15.000 mož rimske vojske pod poveljstvom magista militum Arista. Leta 502 so Bolgari znova opustošili Trakijo, v kateri menda ni bilo več rimskih vojakov, ki bi se jim lahko zoperstavili. Leta 528–529 so ponovno vdrl v regijo in premagali rimska generala Justina in Baduarija. Leta 530 je cesarju Justinijanu I. ponudil zvestobo gotski general Mund in uspel pobiti 5.000 Bolgarov, ki so ropali po Trakiji. Ivan Malala je zapisal, da je bil v bitki ujet bolgarski vojskovodja. Leta 535 je magister militum Sitas porazil bolgarsko vojsko pri reki Jantri.
Enodij, Jordanes in Prokopij so Bolgare enačili s Huni. Leta 505 naj bi bilo domnevnih 10.000 hunskih konjenikov v sabinski vojski, ki so jo porazili Ostrogoti, Bolgari. Leta 515 so bili bolgarski plačanci skupaj z Goti, Skiti in hunskimi plemeni omenjeni kot del vojske konzula Vitalija. Leta 539 in 540 je Prokopij poročal o močni hunski vojski, ki je prečkala Donavo, opustošila Ilirik in prišla do carigrajskega  Anastazijevega obzidja. Iz velike razdalje in majhnega časa je mogoče sklepati, da so bili konjeniki.
Jordanes je v svojem delu Getica leta 551 opisal Pontsko stepo onkraj Akacirjev nad Pontskim (Črnim) morjem kot življenjski prostor Bolgarov, "ki so zaradi zla naših grehov postali slavni". Hune v tej regiji je razdelil na dve plemeni: Alciagire, "ki trgujejo in živijo okoli Hersova", in Savire. Hunuguri, domnevno Onoguri, naj bi bili znani kot trgovci s kunjim krznom. V srednjem veku so kunje krzno uporabljali kot nadomestek za kovan denar.
Sirski prevod Cerkvene zgodovine Psevdo-Zaharije Govornika (okoli  555) o zahodni Evraziji beleži: 
Dežela Bazgun... sega do Kaspijskih vrat do morja, ki je v hunskih deželah. Za vrati živijo Burgari (Bolgari), ki imajo svoj jezik in so poganski in barbarski. Imajo mesta. In Alani, ki imajo pet mest... Avnaguri (verjetno Onoguri) so ljudje, ki živijo v šotorih.
Zapis nato našteje trinajst plemen: wngwr (Onoguri), wgr (Oguri), sbr (Sabiri), bwrgr (Bolgari), kwrtrgr (Kutrigurs), br (verjetno Vari, znani tudi kot Avari), ksr (Kasri, morda Akaciri), srwrgwr (Saraguri), dyrmr (neznano), b'grsyq (Bagrasiri, tj. Barsili), kwls (neznano), bdl (verjetno Abdali) in ftlyt (Heftaliti) ... Opisani so s frazami, v etnografski literaturi tistega obdobja rezerviranimi za nomade, kot ljudje, ki "živijo v šotorih, se preživljajo z mesom domačih živali in rib, divjih živali in z njihovim orožjem (plenjenjem)".
Agatij je okoli leta 579–582 zapisal: 
...vsi se na splošno imenujejo Skiti in zlasti Huni glede na njihov narod. Tako so eni Kutriguri ali Utiguri, drugi pa Ulcizuri in Burugndi ... Ulcizuri in Burugundi so bili znani do časa cesarja Leona (457–474) in takratnih Rimljanov in so se zdeli močni. Mi pa jih danes niti ne poznamo, niti jih, mislim, ne bomo. Morda so poginili ali pa so se odselili zelo daleč.
Po D. Dimitrovu je znanstvenikom delno uspelo identificirati in locirati bolgarske skupine, omenjene v armenskih Ašharacujcu. Olxontor Błkar je eno od imen, ki so se uporabljala za onogurske Bolgare, medtem ko so imena drugih lahko povezana s starodavnimi imeni rek,  kot sta Kup'i Bulgar in Kuban (Kufis). Duč'i bi lahko prebrali kot Kuči Bulkar in bi jih kot take lahko povezali z Dneprom (Kočo). Nejasna pa je lokacija Č'dar Bulkarov. Dimitrov je teoretiziral, da so razlike v bolgarskem etnonimu lahko posledica narečnih razlik v njihovem jeziku.
Do sredine 6. stoletja Bolgari za trenutek zbledijo iz virov in v ospredje pridejo Kutriguri in Utiguri. Med letoma 548 in 576, predvsem po zaslugi Justinijana I. (527–565), so bili Kutriguri in Utiguri z diplomatskim prepričevanjem in podkupovanjem vpleteni v medsebojno vojno in so se med seboj zdesetkali. Na koncu so Kutrigure premagali Avari, medtem ko so Utiguri prišli pod oblast Zahodnih Turkov. 
Oguri in Onoguri so v virih iz 6. in 7. stoletja omenjeni predvsem v zvezi z avarsko in turško osvojitvijo zahodne Evrazije. Od 8. stoletja dalje bizantinski viri pogosto omenjajo Onogure v tesni povezavi z Bolgari. Agaton (začetek 8. stoletja) je pisal o narodu onogurskih Bulgarov. Nikefor I. (začetek 9. stoletja) je zapisal, da je bil Kubrat gospodar Onogundurov; njegov sodobnik Teofan jih je imenoval Onogundur–Bulgari. 
Konstantin VII. (sredina 10. stoletja) je pripomnil, da so se Bolgari prej imenovali Onogunduri. Strokovnjaki menijo, da ni jasno, kako je prišlo do te zveze, saj nanjo gledajo kot na dolg proces, v katerem se je združilo več različnih skupin.  V tem času so Bolgari morda predstavljali veliko konfederacijo, ki je med drugim vključevala ostanke Onogurov, Utigurov in Kutrigurov.

### Stara Velika Bolgarija
Turška oblast je nekje po letu 600 oslabela, kar je Avarom omogočilo ponovno vzpostavitev nadzora nad regijo. Ko je Zahodni turški kaganat začel nazadovati in sredi 7. stoletja dokončno propadel, so se Bolgari, opisani kot Onogundur–Bulgari, ponovno pojavili kot nasprotniki Avarov. Pod vodstvom Kubrata (okoli 635) so se uprli. Upor proti sasanidsko-avarskemu zavezništvu je menda pripravil cesar Heraklij (610–641). Kubrat je bil skupaj s svojim stricem Organom leta 619  krščen v Carigradu. Ustanovil je Veliko Bolgarijo (Magna Bulgaria), znano tudi kot država Onogundur–Bulgarov in v Ravenski kozmografiji kot Patria Onoguria.
O Kubratovem delovanju je malo znanega. Menijo, da so Onogurski Bolgari ostali edina stepska plemena v dobrih odnosih z Bizantinci.  Datum njegove smrti je postavljen med leti  650 in 663. Po Nikeforju I. je Kubrat naročil svojim petim sinovom, naj "nikoli ne ločujejo svojega prebivališča drug od drugega in da bodo močni le, če bodo složni".
Kasnejši dogodki so dokazali, da je bila Stara Velika Bolgarija le ohlapna plemenska zveza, saj se je kmalu pojavilo rivalstvo med Hazari in Bolgari glede turške dediščine in prevlade v Pontsko-kaspijski stepi. V vojni so zmagali Hazari in deli bolgarske zveze so razpadli.

### Kasnejše selitve
Še vedno ni jasno ali je razhod bratov povzročil notranji konflikt ali močan pritisk Hazarov. Slednje velja za bolj verjetno. Bolgari pod vodstvom starejših dveh bratov Batbajana in Kotraga so ostali v pontskem stepskem območju, kjer so jih bizantinski in ruski viri poznali kot Črne Bolgare, in postali hazarski vazali. Bolgari pod Kotragovim vodstvom so se v 7. in 9. stoletju preselili v porečje srednje Volge, kjer so ustanovili Volško Bolgarijo, z Bolgarom kot glavnim mestom.
Po Ahmedu ibn Rustahu (10. stoletje) so bili Volški Bolgari razdeljeni na tri veje: "prva se je imenovala Bersula (Barsili), druga Esegel in tretja Bolgar". Leta 922 so sprejeli islam kot uradno vero. Svojo narodno identiteto so ohranili vse do 13. stoletja in odbili prve mongolske napade leta 1223. Mongoli si jih podjarmili leta 1237.   Po letu 1431 so postopoma izgubili svojo identiteto, ko so njihova mesta in regijo zavzeli Rusi.
Tretji in najslavnejši brat Asparuh je po Nikeforju I.: 
... prečkal reko Danapros (Dneper) in Danastros (Dnester), živel v okolici Istra in zavzel ozemlje, primerno za naselitev, ki se je v njihovem jeziku imenovalo ογγλον (ogglon, slovansko o(n)gl, "kot", "vogal", turško agyl, "dvorišče") ... Ljudstvo, ki jih je nekaznovano napadlo razdelilo in razpršilo, so bili Hazari iz Berulije (Besarabija), ki meji na Sarmatijo. Prevzeli so vse dežele, ki so ležale za Pontos Euxeinos, in prodrli do morja. Potem ko so Bajana naredili za podanika, so ga prisilili k plačevanju davka.
Asparuh je po Psevdo–Zahariji Govorniku "pobegnil pred Hazari iz bolgarskih gora". V pismu hazarskega vladarja Jožefa je zapis:
V državi, v kateri živim, so prej živeli Vununturji (< Vunundur < Onogundur). Naši predniki Hazari so se vojskovali z njimi. Vununturji so bili številčnejši, tako številni kot pesek ob morju, vendar se niso mogli upreti Hazarom. Zapustili so svojo državo in pobegnili ... dokler niso prispeli do reke, imenovane Duna (Donava).
To selitev in ustanovitev Podonavske Bolgarije (Prvo bolgarsko cesarstvo) se običajno datira v leto 681. Sestava priseljencev ni znana. Viri omenjajo samo plemenska imena Čakarar, Kubiar, Kuriger ter klanska imena Dulo, Ukil/Vokil, Ermijar, Ugain in Duar. Onglos, kjer so se Bolgari naselili, velja za severno Dobrudžo, ki je na zahodu in severu zavarovana z Donavo in njeno delto, na vzhodu pa jo omejuje Črno morje.  Kasneje so se naselili v severovzhodni Bolgariji med Šumenom in Varno, vključno z Ludogorsko planoto in južno Dobrudžo.  Za pokazatelja meja bolgarske poselitve v Bolgariji in Romuniji velja razporeditev njihovih predkrščanskih pokopališč.
Na Balkanu so se Bolgari zlili s Slovani in drugim avtohtonim romansko in grško govorečim prebivalstvom, vključno s Tračani in Vlahi, ter postali politična in vojaška elita. Njihov vpliv na avtohtono prebivalstvo je bil razmeroma majhen. Na obrobju Bizantinskega cesarstva so živele številne skupine Slovanov. Po Teofanu so Bolgari podjarmili tako imenovanih Sedem slovanskih plemen, od katerih so bili Severjani s prelaza Beregaba ali Veregava, najverjetneje Riškega prelaza v gorah Balkana, ponovno naseljeni na vzhodu, medtem ko je bilo ostalih šest plemen naseljenih južno in zahodno od Balkana do meje s panonskimi Avari. Zgodovinarji poudarjajo, da v nobenem primarnem viru ni omenjen kakršen koli slovanski odpor proti invaziji Bolgarov, ker je bilo očitno v njihovem interesu, da se osvobodijo bizantinskih davkov.
Organizacija slovanskih plemen je po prihodu Bolgarov ostala nedotaknjena. Edina sprememba je bila, da so zdaj plačevala davke vladajočim Bolgarom.
Po Nikeforju I. in Teofanu je neimenovani četrti brat, domnevno Kuber, "po prečkanju reke Ister (Donava) prebival v Panoniji, ki je zdaj pod oblastjo Avarov, in sklenil zavezništvo z lokalnimi ljudstvi". Kuber je pozneje vodil upor proti Avarom in se s svojim ljudstvom selil vse do Soluna v grški Makedoniji.
Peti brat, o katerem tudi poročata Nikefor I. in Teofan, "se je naselil v petih ravenskih mestih in postal podanik Rimljanov". Ta brat naj bi bil Alcek, ki se je po bivanju na avarskem ozemlju preselil v južno Italijo. Njegovi Bolgari so ohranili svoj govor in identiteto do konca 8. stoletja.
Prvo bolgarsko cesarstvo (681–1018) je imelo pomemben politični vpliv na Balkanu. V času kana Tervela (700–721) so Bolgari dvakrat pomagali Bizantincem:  leta 705 cesarju Justinijanu II., da je ponovno prišel na prestol, in leta 717–718, ko so premagali Arabce med obleganjem Carigrada.
Sevar (738–753) je bil zadnji vladar iz rodbine Dulo. Za obdobje do leta 768-772 sta bila značilna bizantinsko-bolgarski spor in notranja kriza. V kratkem obdobju se je zvrstilo kar sedem vladarjev iz klana Uokil in Ugain.
Kanu Telerigu (768–777) je po krizi uspelo vzpostaviti miroljubne odnose z Bizancem in obnoviti cesarsko oblast.
Med vladavino kana Kruma (803–814) je cesarstvo s širitvijo v Makedonijjo in Srbijo podvojilo svoje ozemlje. Krum je uspešno odbil invazijo Bizantincev in premagal panonske Avare, s čimer je še povečal obseg cesarstva.
Leta 865, med vladavino kana Borisa I. (852–889), so Bolgari sprejeli krščanstvo kot uradno vero in leta 879 pa vzhodno pravoslavje. Največji razmah in razcvet je cesarstvo doseglo med vladavino Simeona I. (893–927), ki velja za bolgarsko zlato dobo. Od vladavine Petra I. (927–969) je moč cesarstva upadala. Cesarstvo so vse pogosteje napadali Madžari, Slovani iz Kijevske Rusije, pa tudi Pečenegi in Kumani. Oslabljeno cesarstvo je leta 1018 osvojilo Bizantinsko cesarstvo.

## Družba
Bolgari so imeli značilno kulturo nomadskih konjenikov Srednje Azije, ki so se sezonsko selili v iskanju dobrih pašnikov in gospodarskih in kulturnih stikov s privlačnimi stalno naseljenimi družbami. V stikih s slednjimi so začeli osvajati ročne obrti, kot so kovaštvo, lončarstvo in tesarstvo. Plemenske zveze so se običajno imenovale po politično prevladujočem plemenu ali klanu. Ustanavljenje takšnih zvez so pogosto spodbujala sosednja cesarstva, ki jim je bilo laže dogovarjati se z enim vladarjem kot z več plemenskimi poglavarji. V nomadski družbi so bila plemena politične organizacije z razpršeno oblastjo in so temeljila na sorodstvu.
Ko so Bolgari prispeli na Balkan, so njihove prve generacije verjetno še vedno živele nomadsko življenje v jurtah, vendar so kmalu začeli graditi delno vkopane hiše s pravokotnim tlorisom in privzeli stalni ali sezonski način življenja Slovanov in drugih domorodnih prebivalcev. Bolgarske in slovanske naselbine je mogoče razlikovati samo po različnih tipih grobišč.

### Družbena struktura
Bolgari, vsaj Donavski Bolgari, so imeli dobro razvit klanski in vojaški upravni sistem "notranjih" in "zunanjih" plemen, ki ga je upravljal vladajoči klan. Imeli so veliko nazivov, vendar so meje med nazivi, ki so predstavljali urade, in častnimi nazivi dostojanstvenikov dokaj nejasne.
Maenchen-Helfen je teoretiziral, da nazivi stepskih ljudstev niso odražali etnične pripadnosti njihovih nosilcev. Po Magnusu Feliksu Enodiju Bolgari niso imeli plemstva. Njihovi voditelji in običajni možje so postali plemiči na bojišču, kar kaže na družbeno mobilnost.
Za naslov samps(es) velja, da je bil povezan s kraljevim dvorom, čeprav ni zapisan v nobenem napisu. V napisih ni zapisan niti naziv tabar ali iltabar, ki izhaja iz stare turške besede ältäbär, podobno kot samps, in je povezan z legati in ambasadorji.
Protipapež Anastazij III.  omenja bolgarske poslance na Carigrajskem koncilu leta 869–870. Med poslanci so bili omenjeni Stasis, Cerbula, Sundica (vagantur=bagatur), Vestrana (iltabar), Praestizisunas (samps) in Aleksej Huno  (samps). V bolgarskih napisih se pojavljata vladarska naziva kan  in kanasubigi. V bolgarskih napisih je pogosto zapisan tudi evivalent grške fraze ὁ ἐκ Θεοῦ ἄρχων (ho ek Theou archon), ki bi se lahko prevedel kot "vladar, ki je bil dan od boga".  Drugi najpomembnejši naslov v kraljestvu je bil kavkan, ki je bil domnevno glavni državni uradnik. Nekateri bolgarski napisi, napisani v grščini in kasneje v slovanščini, omenjajo bolgarske vladarje z grškim naslovom arhont oziroma s slovanskima nazivoma knez in car.
Za vladarski naslov  kanasibigi, omenjen v šestih napisih kana Omurtaga in dveh napisih kana Malamirja, obstaja več razlag. Med predlaganimi prevodi za sibigi ali subigi je gospodar vojske. Naslov je izhaja iz rekonstruirane turške fraze sju-beg (poveljnik vojske).
Runciman in J. B. Bury sta menila, da je izraz ubige ali uvege povezan s kumansko-turškim iztrazom öweghü, ki pomeni visok, veličasten, "svetel, sijoč in nebeški",  in novejše "od boga dan (vladar)".  Florin Curta je opazil, da se je naslov kanasibigi uporabljal podobno kot bizantinski basileus.
Pripadniki višjega družbenega razreda so se naslavljali z boila, kasneje bojar.  Plemstvo je bilo razdeljeno na male in velike boile. V 10. stoletju so obstajali trije razredi bojarjev - šest velikih, zunanji in notranji, medtem ko je bilo sredi 9. stoletja dvanajst velikih bojarjev. Veliki boili so zasedali vojaške in upravne urade v državi in tvorili svet, ki je odločal o pomembnih državnih zadevah.
Bagaini so bili nižji sloj plemstva, verjetno vojaški razred, ki je prav tako sodeloval v svetu. V več napisih se pojavlja naslov bagatur, nekoč bogotor, ki izhaja iz turškega izraza bagadur (junak) in je bil visok vojaški čin. Bolgarski vojaški poveljnik, ki so ga Hrvati premagali v bitki v Bosni leta 926, se je imenoval Alogobotur,  kar je pravzaprav naziv, sestavljen iz besed  alo (turško alp, alip, poglavar) in bagatur.
Obstaja tudi več naslovov z negotovim pomenom, kot so boila kavkhan, ičirgu boila, kana boila kolovur, bagatur bagain, biri bagain, setit bagain in ik bagain. Kolober ali golovur je bil vojaški čin, naveden v dveh napisih. Nasiv izhaja iz turškega izraza za vodnika (golaghuz). Naslov župan, v napisih tudi kopan, je pogosto zapisan skupaj z imenom nosilca. Župani so bili tradicionalno obravnavani kot slovanski poglavarji. Naslov je pogost tudi pri drugih slovanski narodih (Srbi, Hrvati), kjer je pomenil poglavarja plemena z velikimi upravnimi in sodnimi pooblastili.
Naziv tarkan je verjetno predstavljal visok vojaški čin, podoben bizantinskemu strategu, vojaškemu guvernerju province. Različici naziva  kalutarkan in buliastarkan veljata za naziva častnika na čelu tarkanov.  Curta je naslov župan tarkan razlagal kot "tarkan (vseh) županov".

## Vera
O veri Bolgarov je zelo malo znanega, vendar se verjame, da je bila monoteistična. 
V Podonavski Bolgariji so se bolgarski monarhi opisovali kot "od boga dani vladarji", kar kaže na avtoriteto iz edinstvenega božanskega izvora  in se sklicuje na vsevednost božanstva.  Napis kana Presijana iz leta 837 v Filipih se glasi:
Ko nekdo išče resnico, in ko kdo laže, to vidi tudi Bog. Bolgari so storili veliko uslug kristjanom (Bizantincem), a so jih kristjani pozabili. Toda Bog vidi.
Tradicionalno se domneva, da je bil zadevni Bog turško vrhovno božanstvo neba, Tengri.  V kitajski transkripciji kot Dženli in turški kot Tangara in Tengeri, velja za najstarejšo znano turško-mongolsko besedo. Tengri je morda izviral iz plemenske zveze Šiungnu, ki se je ustanovila na ozemlju Kitajske v 2. stoletju pr. n. št. Konfederacija je imela verjetno tako predturške kot predmongolske etnične elemente. Iz istega korena izhaja sodobna turška beseda za boga, Tanrı.
Tengrizem je očitno vključeval različne šamanske prakse. Po Mercii MacDermott je bil Tengri moško božanstvo, povezano z nebom, svetlobo in Soncem. Kult je vključeval tudi Tengrijev ženski ekvivalent in glavno boginjo, Umaj, božanstvo plodnosti. Tamga , ki se pogosto najde v zgodnjesrednjeveški Bolgariji, je povezana s Tengrijem, njen natančen pomen in uporaba pa ostajata neznana. Najsvetejša bitja za Tengrijem so bili konji, zlasti beli, in orli. Na bolgarskih arheoloških najdiščih so našli bronaste amulete s podobami sonca, konj in drugih živali. To bi lahko pojasnilo raznolikost bolgarskih tabujev, vključno s tistimi o živalih.
Ravil Buharaev je prepričan, da je takšna avtokratska in monoteistična vera – henoteizem,  zelo olajšala sprejemanje islama v Volški Bolgariji, kot je razvidno iz poročila Ahmeda ibn Fadlana (10. stoletje) o Turkih Oguzih, sorodnih Bolgarom:
Če koga od njih doleti kakšna težava ali se zgodi kakšna nesreča, pogledajo v nebo in zakličejo: "Ber Tengre!". V turškem jeziku to pomeni "od enega in edinega Boga!". 
Druga omemba Tengrija je na zelo poškodovanem grškem napisu, najdenem na domnevno oltarnem kamnu blizu Madare, ki je pogojno dešifriran kot 
Kan sibigi Omurtag, vladar od Boga  ... je bil ... in je žrtvoval bogu Tengriju ... itčurgu boila ... zlato".
V osmanskem rokopisu je omemba, da se ime boga v bolgarščini glasi Tengri (Tängri).
Del etnografskega dokaza v podporo prepričanju, da so Bolgari častili Tengrija, je relativna podobnost imena Tengri z imenom Tură, vrhovnega božanstva tradicionalne vere Čuvašev, ki so tradicionalno obravnavani kot potomci Volških Bolgarov. Tedanja vera Čuvašev se je izrazito razlikuje od tengrizma in se lahko opiše kot lokalna oblika politeizma, ki je posledica poganskih verovanj Povolških Fincev, gozdnih prebivalcev ugrofinskega porekla, ki so živeli v njihovi bližini. Nekaj elementov je izposojenih tudi iz islama.
Poganstvo je bilo tesno povezano s starim rodovnim sistemom. Ostanke totemizma in šamanizma so Bolgari ohranili tudi po prečkanju Donave. Šumensko ploščo v arheološki literaturi pogosto povezujejo s šamanizmom. V 9. stoletju je bilo zabeleženo, da so Bolgari pred bitko "vadili čarovnije, šale in čare ter neka znamenja". Liutprand Kremonski je poročal, da se je Bajan, sin Simeona I. (893–927), lahko s pomočjo magije spremenil v volka. Kliment Ohridski je poročal o čaščenju ognja in vode pri Bolgarih,  medtem ko je v Teofilakt Ohridski (11. stoletje) omenil, da so Bolgari pred pokristjanjenjem častili Sonce, Luno in zvezde ter jim darovali pse.
Rod Dulo je domnevno imel psa za sveto žival. Sodobni Bolgari še vedno uporabljajo izraz "ubil je psa" v pomenu, da je nekaj ukazal. Rek je relikt iz časa, ko je kan iz klana Dulo žrtvoval psa božanstvu Tengriju. V bolgarskih grobovih so resnično našli ostanke psov in jelenov in zdi se, da je imel poseben mitološki pomen tudi volk.
Bolgari so prakticirali dve vrsti pokopov: upepelitve in pokope.  Pokojnim so v grobove pogosto pridajali osebne predmete in lončenino, redko tudi orožje in oblačila, hrano in svete živali. Zaradi kulta Sonca so dajali prednost južni strani neba. Njihove glavne stavbe in svetišča so bila obrnjena proti jugu, prav tako njihove jurte, v katere so običajno vstopali z juga, redkeje z vzhoda. Izkopavanja so pokazala, da so Bolgari svoje mrtve pokopavali v smeri sever–jug z glavo pokojnega na severni strani, da je lahko "gledal" proti jugu. Slovani so prakticirali izključno upepeljevanje. Pepel pokojnih so polagali v žare. Po pokristjanjenju so pokojne pokopavali v smeri zahod–vzhod. Edini primer mešanega bolgarsko-slovanskega pokopališča je v Istriji blizu antične Histrije v okraju Konstanca, Romunija, na obali Črnega morja.
D. Dimitrov je trdil, da so Kubanski Bolgari sprejeli tudi elemente iranskih verovanj. Opazil je iranske vplive na kult nekdanje prestolnice kavkaških Hunov Varačan (Balandžar, Dagestan), kar je ustvarilo verski sinkretizem med glavnim turškim božanstvom Tengrijem in iranskim bogom sonca Hvarom. Dimitrov je citiral delo V.A. Kuznecova, ki je razmišljal o podobnosti med postavitvijo zaratustrskih  templjev ognja in središčem Kubanskih Bolgarov, citadelo Humarin, ki se nahaja 11 km severno od mesta Karačajevsk. 
Kuznecov je našel povezavo tudi v načrtih bolgarskih svetišč Donavskih Bolgarov v Pliski, Velikem Preslavu in Madari. Arhitekturne podobnosti vključujejo dva kvadratna prostora iz klesanca, vstavljena drug v drugega in usmerjena proti poletnemu sončnemu vzhodu. Eden od teh prostorov je bil spremenjen v krščansko cerkev, kar je dokaz, da sta bila povezana z verskimi obredi.
Partski in sasanidski vpliv, ki ga je zagovarjal tudi Franz Altheim, veljata za sporna in kažeta na kulturni vpliv iranskega sveta na skupnosti v pontsko-kaspijski stepi. Številni strokovnjaki so prepričani, da je kvadratna oblika z osjo sever-jug in vzhod-zahod bolgarskih sakralnih spomenikov zelo podobna oblikam turških kaganov v Mongoliji. Nesporno pa je, da je bolgarsko rezidenco v Pliski in Omurtagovo palačo navdihnila bizantinska arhitektura.
Krščanstvo je začelo prodirati med Bolgare verjetno prek njihovih slovanskih podložnikov, potem ko je knez Boris I. v Prvem bolgarskem cesarstvu leta 865 sprejel krščanstvo kot državno vero. Zanimal jih je tudi islam, kar je razvidno iz knjige Odgovori na vprašanja kralja Burgarja o islamu in enotnosti, ki jo je abasidski kalif Al-Mamun (813–833) namenil pontsko/bosporskim Bolgarom.  V Volški Bolgariji je bil islam sprejet kot uradna državna vera leta 922.

## Jezik
O izvoru in jeziku Bolgarov se razpravlja približno od začetka 20. stoletja. Splošno sprejeto mnenje je, da je vsaj bolgarska elita govorila jezik, ki je spadal v ogursko vejo turške jezikovne družine, kamor sta spadali tudi izumrla hazarščina in edina preživela čuvaščina.
Čeprav ni neposrednih dokazov, skupina jezikoslovcev verjame, da je čuvaščina morda potomec narečja, ki se je govorilo v Volški Bolgariji, medtem ko drugi podpirajo idejo, da je čuvašščina poseben ogurski turški jezik. Nekateri jezikoslovci menijo, da je bila hunščina tesno povezana tako z bolgarščino kot z moderno čuvaščino in skupaj z njima tvorila ločeno skupino hunsko-bolgarskih jezikov. Vsa ta sklepanja ne temeljijo na ustreznih jezikovnih dokazih, saj je jezik Hunov skoraj neznan, razen nekaj izpričanih besed in osebnih imen. Jezikoslovci na splošno menijo, da hunskega jezika ni mogoče klasificirati.
Zdi se, da so vojaški in hierarhični izrazi, kot so kan, kanasubigi, kapağan, tarkan, bagatur in boila, turškega izvora.  Bolgarski koledar v imeniku bolgarskih kanov je imel dvanajstletni živalski cikel, podoben tistemu, ki so ga turška in mongolska ljudstva prevzela od Kitajcev. Živalska imena in številke so dešifriranimi kot turški. Njihov vrhovni bog je bil Tengri (bolgarsko Tangra/Tengre).
Bolgarski jezik se je v Povolžju ohranil do 13. ali 14. stoletja. Volški Bolgari so pustili le nekaj napisov na nagrobnikih, saj je bil njihov jezik predvsem ustni. Pisni sistem so Volški Bolgari razvili šele veliko pozneje v svoji zgodovini. Po spreobrnitvi v islam so bili nekateri od teh napisov napisani z arabskimi črkami, vendar se je raba orhonske pisave nadaljevala. 
 Številke Volških Bolgarov 
|            | Volška bolgarščina     | Čuvaščina         | Ogurščina |
| ---------- | ---------------------- | ----------------- | --------- |
| ena        | بر (bir)               | пӗр (pĕr)         | *bīr      |
| dva        | اک (eki)               | иккӗ (ikkĕ)       | *ẹki      |
| tri        | وج (več)               | виççӗ (viççĕ)     | *üč       |
| štiri      | تُوات (tüvet)           | тăваттă (tăvattă) | *tȫrt     |
| pet        | بل (bel), بيال (biyel) | пиллӗк (pillĕk)   | *bẹ̄ĺ(k)   |
| šest       | اَلطِ (altï)             | улттӑ (ulttă)     | *altï     |
| sedem      | جىَاتِ (cyeti)           | ҫиччӗ (śiččĕ)     | *yẹti     |
| osem       | ڛَكِڔ (sekir)            | саккӑр (sakkăr)   | *sekiŕ    |
| devet      | طُخِڔ (tuxïr)            | тӑххӑр (tăhhăr)   | *tokuŕ    |
| deset      | وان (van)              | вуннӑ (vunnă)     | *ōn       |
| dvajset    | جِيِرم (ciyirim)         | ҫирӗм (śirĕm)     | *yẹgirmi  |
| trideset   | وطر (vutur)            | вӑтӑр (văt̬ăr)     | *otuŕ     |
| štirideset | حرح (xïrïx)            | хӗрӗх (hĕrĕh)     | *kïrk     |
| petdeset   | الو (ellü)             | аллӑ (allă)       | *ellig    |
| sto        | جُور (cǖr)              | ҫӗр (śĕr)         | *yǖŕ      |

Mahmud al-Kašgari v svojem slovarju ponuja tudi nekaj besed, pesmi in besednih zvez Volške Bolgarije, skupaj z njihovimi ustrezniki v drugih turških jezikih. Al-Kašgari sam ni bil materni govorec volške bolgarščine, njegovo delo pa kljub svojim omejitvam ostaja pomemben vir informacij o jeziku Volške Bolgarije in njegovem mestu v širši turški jezikovni družini. 
Podonavski bolgarski napisi so napisani večinoma v grški abecedi ali cirilici, najpogosteje v grščini ali grško-bolgarščini,  drugi pa v kubanski abecedi, ki je različica stare turške orhonske pisave.  Napisi imajo očitno sakralni pomen. V napisih so včasih tudi slovanski izrazi, ki so znanstvenikom omogočili, da razvozlajo nekatere bolgarske glose. Altheim je trdil, da so rune iz Srednje Azije v Evropo prinesli Huni in so bile prilagojena različica stare sogdijske abecede v hunskem/ogurskem turškem jeziku.  Navada graviranja napisov v kamen ima iranske, turške in rimske vzporednice.  Madarski jezdec spominja na sasanidsko tradicijo skalnih reliefov, vendar njegova dejanska tradicija in kulturni vir nista znana. [207] 
Jezik Podonavskih Bolgarov je znan iz majhnega števila izposojenk v starem bolgarskem jeziku, izrazov v bolgarskih grških napisih in sodobnih bizantinskih besedilih ter kasnejših slovanskih starobolgarskih besedilih. Večina znanih besed označuje nazive in druge koncepte v zvezi z državnimi zadevami, vključno z uradnim 12-letnim cikličnim koledarjem, ki se uporablja v Imeniku bolgarskih kanov. Jezik je v Donavski Bolgariji izumrl v 9. stoletju, ko se je bolgarsko plemstvo postopoma slovaniziralo in je bil leta 893 za uradega razglašen starobolgarski jezik.
Maloštevilčni Podonavski Bolgari niso mogli spremeniti pretežno slovanskega značaja Bolgarije, kar je razvidno iz toponomastike in imen glavnih mest Pliska in Preslav. Po mnenju jezikoslovke in akademkinje Albine G. Hajrulina-Valieve je bil bolgarski jezik prvi popolnoma dokazan turški jezik, ki je prišel v neposreden stik z Južnimi Slovani, ki so živeli na Balkanskem polotoku od konca 5. stoletja do druge polovice 7. stoletja. Bolgari so približno dvesto let ohranili svoj materni jezik in običaje. Dvojezično obdobje je dokazano do 9. stoletja.
Golden je trdil, da je bolgarska turščina skoraj izginila s pokristjanjevanjem sredi 9. stoletja, ko je vladajoči razred opustil svoj materni jezik in prevzel slovanščino. Prehod je bil tako popoln, da v staroslovanskih besedilih ni ostalo nobene sledi turških govornih vzorcev. Bolgarska krščanska cerkev je uporabljala makedonsko slovansko narečje.
Med bolgarskimi akademiki na čelu s Petrom Dobrevom prevladuje hipoteza, ki povezuje bolgarski jezik z iranskimi jeziki, zlasti s pamirskim. Hipoteza je priljubljena od 90. let prejšnjega stoletja. Njeni zagovorniki zdaj zavzemajo vmesno stališče in kažejo na znake iranskega vpliva na turškem substratu. Imeni Asparuh in Bezmer z Imenika bolgarskih kanov sta dokazano iranskega izvora.
Drugi bolgarski znanstveniki dejavno nasprotujejo "iranski hipotezi", ki se je po mnenju Raymonda Detreza zakoreninila v obdobjih protiturškega razpoloženja v Bolgariji in je bila ideološko motivirana. Od leta 1989 se protiturška retorika odraža v teorijah, ki spodbijajo tezo o turškem izvoru Prabolgarov. Poleg iranske oziroma arijske teorije so se pojavili tudi argumenti v prid avtohtonemu poreklu Bolgarov:
Protiturška retorika se zdaj odraža v teorijah, ki spodbijajo tezo o turškem izvoru Prabolgarov. Ob 'iranski' oziroma 'arijski' teoriji so se pojavili argumenti v prid avtohtonemu poreklu. 'Parazgodovinske' teorije, ki so zelo pogosto politično obremenjene in nimajo skoraj nobene zveze z objektivnim znanstvenim raziskovanjem na področju prabolgarskih študij, bi lahko strnili v več smeri: 'arijske korenine' in 'enigmatična evrazijska domovina'. Druga skupina avtorjev medtem vneto išče domnevno domovino starih Bolgarov na prostranih območjih Evrazije, morda zaradi zavestnega ali nezavednega nasprotovanja prozahodni usmeritvi sodobne Bolgarije. Hkrati pa z malo doslednosti nasprotujejo tudi turški teoriji, verjetno zato, ker je ta v ostrem nasprotju s protiturškimi čustvi nacionalističnih krogov.

## Etnična pripadnost
Zaradi pomanjkanja ključnih dokazov sodobna znanost pri razlagi izvora Bolgarov uporablja pristop etnogeneze. Novejše teorije gledajo na nomadske konfederacije, kot so bili Bolgari, kot na tvorbo več različnih kulturnih, političnih in jezikovnih entitet, ki bi lahko razpadle tako hitro, kot so nastale, kar bi povzročilo proces etnogeneze. 
Po Walterju Pohlu je bila eksistencialna usoda plemen in njihovih konfederacij odvisna od njihove sposobnosti, da se prilagodijo hitro spreminjajočemu se okolju, in da tej prilagoditvi dajo verodostojen pomen, zakoreninjen v tradiciji in ritualu. Slovanom in Bolgarom je to uspelo, ker se je njihova oblika organiziranosti izkazala za tako stabilno, kolikor je bilo potrebno, medtem ko je panonskim Avarom to spodletelo, ker se njihov model ni mogel odzvati novim razmeram. Pohl je zapisal, da se pripadniki nižjih slojev takšne družbe niso čutili kot del nobene večje etnične skupine; edini ločeni razredi so bili znotraj vojske in vladajoče elite.
Nedavne študije kažejo, da so bili etnonimi tesno povezani z bojevitimi elitami, ki so vladale različnim heterogenim skupinam. Skupine so sprejele novo ideologijo in ime kot politično označbo, medtem ko so si elite prek mitov o poreklu prisvajale pravico do vladavine in kraljevskega porekla.
Ko so turška plemena začela vstopati v Pontsko-kaspijsko stepo v posthunskem obdobju ali že v 2. stoletju našega štetja, so njihove konfederacije vključevale vrsto etničnih skupin, ki so se jim pridružile: Turke, Kavkazce, Irance in Ugrofince. Konfederacije so med svojimi zahodnoevrazijskimi migracijami na Balkanu prišle v stik tudi z armenskim, semitskim, slovanskim, tračanskim in anatolskim grškim prebivalstvom.
Od 6. do 8. stoletja so bili značilni bolgarski spomeniki sivaševskega tipa zgrajeni na ruševinah pozne sarmatske kulture iz 2. do 4. stoletja n. št. in penkovske kulture Antov in Slovanov iz 6. stoletja. Zgodnjesrednjeveške naselbine saltovo-majaške (alanske)  kulture na Krimu iz 8. stoletja so v 10. stoletju uničili Pečenegi.
Čeprav je turška selitev v Pontsko-kaspijsko stepo vključevala tudi starejša iranska plemena, je v naslednjih stoletjih na ozemlju Bolgarije prišlo do popolnega izginotja tako iranskega kot turškega jezika, kar kaže na prevlado slovanskega jezika med preprostim prebivalstvom.

## Antropologija in genetika
Glede na študijo paleo-DNK iz leta 2019, ki je zajemala srednjeveške grobove v Karpatskem bazenu, je bila ugotovljena najtesnejša povezava med Y-DNK teh nomadskih ljudstev in sodobnimi Volškimi Tatari.
Paleoantropološko gradivo z vseh najdišč v Povolžju, Ukrajini in Moldaviji, pripisano Bolgarom, priča o kompleksnih etnokulturnih procesih. Gradivo prikazuje asimilacijo med domačim prebivalstvom in priseljenimi prišleki. Na vseh najdiščih je mogoče zaslediti antropološki tip, ki ga najdemo v nekropoli Zlivka blizu vasi Iličevki v okrožju Donec: brahiokranskega kavkazoida z majhnimi vzhodnoazijskimi primesmi. Bolgarski moški so bili bolj mongoloidni kot ženske.
Sodobne genetske raziskave srednjeazijskih turških ljudstev in etničnih skupin, povezanih z Bolgari, kažejo na pripadnost zahodnoevrazijskemu prebivalstvu. Kljub morfološki bližini je viden vpliv lokalnega prebivalstva, v Povolžju Povolških Fincev in Kumanov-Kipčakov, v Ukrajini Onogurov-Hazarov in Sarmatov-Alanov ter v Moldaviji in Trakiji Sedmih slovanskih plemen. Primerjalna analiza je pokazala veliko morfološko bližino med srednjeveškim in novoveškim prebivalstvom Povolžja. Pregledani grobovi v severni Bolgariji in južni Romuniji so pokazali različne somatske tipe, vključno s kavkaško-mediteranskim in redkeje vzhodnoazijskim.
Predkrščanski pogrebni običaji v Bolgariji kažejo na raznoliko družbo, nomadsko in stalno naseljeno, in različne kulturne vplive. V nekaterih nekropolah, značilnih za Donavske Bolgare, so odkrili 80 % umetno deformirali lobanj. Bolgari so imeli posebno vrsto šamanskih "zdravnikov", ki so izvajali trepanacijo lobanje, običajno v bližini sagitalnega šiva. Ta praksa je bila uporabna v medicini, imela pa je tudi simbolni namen. V dveh primerih je imela pacientka težave z možgani. Po Maenchen-Helfenu in Rashevu so umetna deformacija lobanj in pogrebni artefakti v bolgarskih grobovih podobni tistim pri Sarmatih in sarmatiziranih Turkih ali turkiziranih Sarmatih v posthunskih grobovih v ukrajinski stepi.

## Zapuščina
V sodobnem etničnem nacionalizmu obstaja nekaj "rivalstva za bolgarsko zapuščino" (bolgarizem). Iz Volških Bolgarov naj bi izvirali Povolški Tatari, Baškirji in Čuvaši, Volški Bolgari so morda imeli vpliv tudi na Madžare in Karačajevo-Balkare.
Predsednik Bolgarskega nacionalnega kongresa Gusman Halilov se je pritožil na Evropsko sodišče za človekove pravice glede vprašanja preimenovanja Tatarov v Bolgare, vendar je leta 2010 tožbo izgubil.